# 琴似看護専門学校
琴似看護専門学校（ことにかんごせんもんがっこう）とは、札幌市西区にある専修学校。准看護師を対象とした夜間の進学コース。
医療法人社団静和会が運営している。

## 沿革
- 1968年（昭和43年）3月 琴似中央病院付属准看護学校認可
- 1972年（昭和47年）4月	琴似中央病院付属高等看護学校
- 1976年（昭和51年）3月	琴似中央病院付属准看護学校廃止
- 1976年（昭和51年）7月	専門学校認可　名称変更　琴似中央病院付属看護学校
- 1995年（平成7年）12月	医療法人社団静和会琴似中央病院付属看護専門学校の開設が認可・実施
- 1997年（平成9年） 4月	名称変更 琴似看護専門学校
- 1997年（平成9年）11月 専門士の称号の認可
- 1998年（平成10年）11月 改定カリキュラムの認可
- 1999年（平成11年）4月	大学等との単位互換が認定

## 学科
- 専門課程 看護学科 2年課程（定時制夜間3年、3年次は昼間に臨時実習）

## 取得できる資格・免許状
- 看護師 国家試験受験資格
- 保健師・助産師学校受験資格
- 専門士（医療専門課程）の称号[2]
- 四年制大学編入学受験資格

## 交通アクセス
- 札幌市営地下鉄東西線琴似駅から徒歩約1分
- 北海道旅客鉄道（JR北海道）函館本線琴似駅から徒歩約15分
- 札幌市中心部から車で約20分